# Alfred von Wierusz-Kowalski

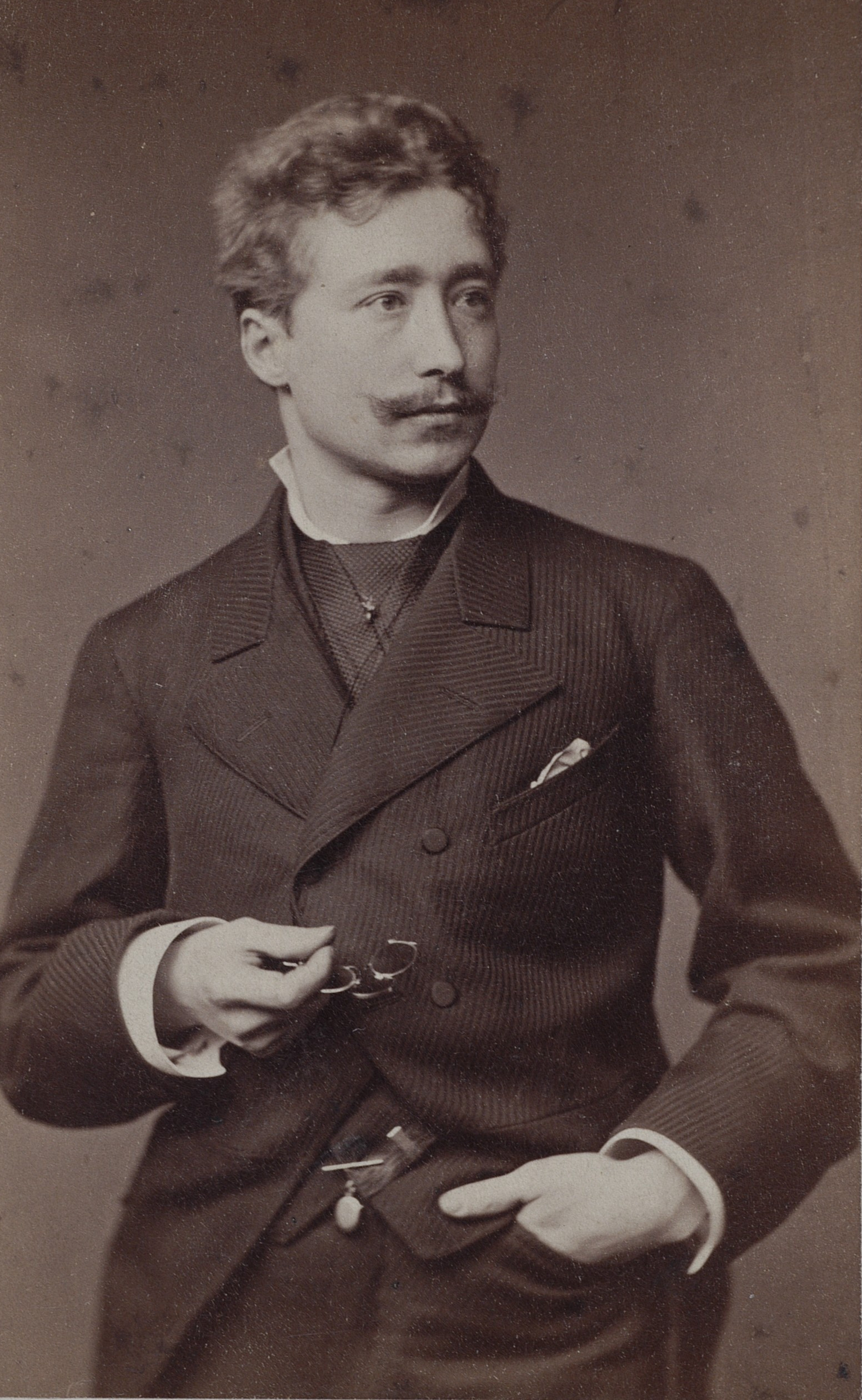
Kowalski-Wierusz (1875)

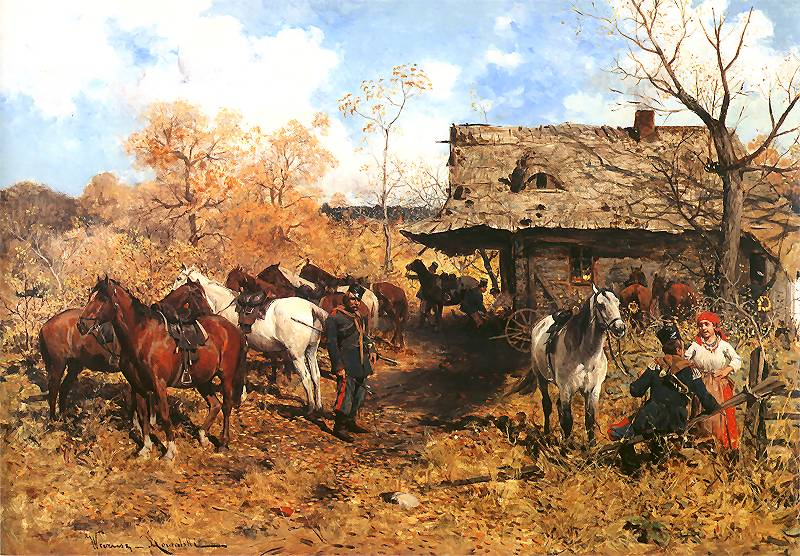
Rast der Ulanen, Öl auf Leinwand, 1877

Alfred von Wierusz-Kowalski (* 16. Oktober 1849 in Suwałki, Kongresspolen; † 15. Februar 1915 in München) war ein polnischer Maler der Münchner Schule.

## Leben
Seine Kindheit verbrachte Alfred von Wierusz-Kowalski auf einem Gut bei Suwałki, einer Stadt im damals russischen Teil Polens. Er studierte an den Akademien in Warschau (1868), Dresden (1869) und Prag, ab 1873 in der Klasse des ungarischen Malers Alexander von Wagner an der Akademie in München, wo er sich im Jahr 1876 niederließ und sich dem Münchner Polenkreis um Józef Brandt anschloss. 1896 erhielt er auf der Internationalen Kunstausstellung in Berlin eine kleine Goldmedaille.
Häufig variierte Motive seiner Werke waren Schlittenfahrten und Pferdegespanne, von Wölfen verfolgte Schlitten oder hungrige Wölfe auf der Lauer. Ein Hauptwerk ist das 10 m breite und 5 m hohe Kolossalgemälde „Überfall von Wölfen“, das 1910 im alten Rathaus in München ausgestellt und als Sensation in der Presse besprochen wurde.
Klare Konturierung sowie leuchtendes Kolorit der Schneelandschaften zeichnen seine lebensprühenden Bilder aus.
Eine Zeit lang wurden mit dem Pseudonym „J. Konarski“ signierte Gemälde aufgrund des charakteristischen Bildaufbaus und der Pinselführung Alfred von Wierusz-Kowalski zugeschrieben. Neuerdings wird jedoch davon ausgegangen, dass „J. Konarski“ ein Pseudonym des Malers Franciszek Bujakiewicz (1856–1918) ist.